# 西校尉营奶奶庙
西校尉营奶奶庙，位于山西省太原市迎泽区柳巷街道校尉营社区西校尉营25号（北口），紧邻古关帝庙，构成一组明清建筑群。由关帝庙博物馆管理。
奶奶庙供奉关夫人胡玥，建于清代后期。。仅存大殿，面阔五间。

## 保护
2009年9月20日，西校尉营奶奶庙公布为太原市文物保护单位。
2013年，太原市启动修缮历史文物及古建筑工程项目，其中包括西校尉营奶奶庙。2020年修缮完成后，与紧邻的古关帝庙均由关帝庙博物馆管理。